# Federação da Agricultura do Estado do Paraná

## A FAEP
A Federação da Agricultura do Estado do Paraná (FAEP) tem como objetivo institucional o estudo, a coordenação, defesa e representação legal da categoria econômica rural, tal como agricultura e pecuária, buscando soluções para as questões relacionadas aos interesses econômicos, sociais e ambientais do produtor.
É uma instituição privada constituída pela Lei nº 4.214 de 2 de março de 1963 e reconhecida pelo Ministério do Trabalho em 16 de dezembro de 1965, mantida pelos produtores rurais e faz parte do Sistema Sindical Rural, estando integrada à Confederação da Agricultura e Pecuária do Brasil, entidade que representa os produtores rurais de todo o país.
É responsável pela orientação aos seus filiados – Sindicatos Rurais – promovendo eventos como Seminários, Cursos, Teleconferências, Fóruns além de Convenções Trabalhistas, assim como representa a categoria nos eventos de nível nacional.
A Federação difunde informações importantes, contribuindo para:
- Melhoria das condições de produtividade da agropecuária paranaense.
- Aperfeiçoamento de técnicas já utilizadas pelos produtores rurais; pela comercialização da produção e informe técnicos-econômicos e do meio ambiente.
- Qualidade da vida do produtor rural.

Estas informações são transmitidas, também, através de seus Sindicatos filiados.
A FAEP está consciente dos constantes desafios impostos pela economia globalizada, mantendo-se atenta às novas realidades dos mercados e investindo na organização política como ponto básico para a garantia dos interesses dos produtores rurais.

## SENAR Paraná
O Serviço Nacional de Aprendizagem Rural (SENAR) foi criado pela Lei Federal nº 8315, de 23 de dezembro de 1991 e regulamentado pelo Decreto nº 566/92, de 10 de junho de 1992, com o objetivo de organizar, administrar e executar no território brasileiro o ensino da formação profissional rural e a promoção social do trabalhador rural.
Em caráter provisório o Serviço Nacional de Aprendizagem Rural – Administração Regional do Estado do Paraná – SENAR-PR, iniciou suas atividades em 1993, através de convênio entre a Confederação da Agricultura e Pecuária do Brasil – CNA e a Federação da Agricultura do Estado do Paraná – FAEP, onde surgiram e se desenvolveram os primeiros programas de cursos.

### Missão
Realizar ações de Formação Profissional Rural e atividades de Promoção Social voltadas às pessoas do meio rural, contribuindo com sua profissionalização e melhoria da qualidade de vida, bem como preparando-as para o exercício da cidadania e da busca do desenvolvimento sustentável.

### Visão
Ser reconhecida como instituição de referência em formação profissional rural e na disseminação de tecnologias, comprometida com a sustentabilidade do setor rural.